# سعدان عنكبوتي
السَّعدان المعنكب (الاسم العلمي:Ateles) هو جنس من الحيوانات يتبع فصيلة السعادين عنكبوتية من رتبة الرئيسيات.
موطنه غابات المكسيك والبرازيل.

## أنواع
- سعدان عنكبوتي بني (الاسم العلمي:Ateles hybridus)
- سعدان عنكبوتي أسود اليد (الاسم العلمي:Ateles geoffroyi)
- سعدان عنكبوتي بني الرأس (الاسم العلمي:Ateles fusciceps)
- سعدان عنكبوتي طويل الشعر (الاسم العلمي:Ateles belzebuth)
- سعدان عنكبوتي أبيض الخد (الاسم العلمي:Ateles marginatus)
- سعدان عنكبوتي أحمر الوجه (الاسم العلمي:Ateles paniscus)
- سعدان عنكبوتي بيروفي (الاسم العلمي:Ateles chamek)